# Ivan van Cortenbach (1516)

Familiewapen
van Cortenbach

Ivan van Cortenbach (? - Mechelen, 25 december 1523) was heer van Keerbergen. Zijn eerste echtgenote Barbele Schoofs overleed te Mechelen op 30 juni 1488. Met zijn latere echtgenote Philippine Hinckaert had hij vier kinderen: Lodewijk, Filips, Jacob en Maximiliaan.
In 1500 kocht hij het Kasteel van Horst te Sint-Pieters-Rode van zijn neef Lodewijk Pinnock. Ivan was meier van Leuven en van het kwartier van Leuven. Hij woonde in het huis De Duyve te Leuven. In 1513 werd hij hoofd van de hofhouding van de latere keizer Karel V.
Ivan stierf in 1523 te Mechelen en werd aldaar begraven in de Onze-Lieve-Vrouw-over-de-Dijlekerk, waar eerder ook zijn eerste echtgenote werd begraven.